# Угтред, Томас, 1-й барон Угтред
Томас Угтред, 1-й барон Угтред (англ. Thomas Ughtred, 1st Baron Ughtred; 1292 — до 28 мая 1365) — английский военный и политический деятель. Старший сын и наследник Роберта Угтреда, владельца поместий Скарборо, Килнвик-Перси, Монктон-Мур и других мест в Йоркшире. Он родился в 1292 году, будучи восемнадцатилетним на момент смерти своего отца, до 24 мая 1310 года. За выдающуюся карьеру он был посвящен в рыцари в 1324 году, стал рыцарем-баннеретом в 1337 году, рыцарем подвязки между 15 мая 1358 и 1360 годами. 30 апреля 1344 года он был вызван в парламент как барон Угтред.

## Карьера
8 июня 1319 года Томас Угтред был назначен комиссаром по военным сборам в Йоркшире, должность, которую он часто занимал во время правления короля Эдуарда II. В октябре 1319 года он участвовал в осаде Берика, командуя сорока четырьмя хобеларами или легкой кавалерией.
6 октября 1320 года Томас Угтред был возвращен в парламент в качестве рыцаря графства Йоркшир. Он встал на сторону короля против Томаса Ланкастерского и 14 марта 1322 года был уполномочен арестовать любого из сторонников графа. В том же году он был назначен констеблем замка Пикеринг, который, по-видимому, был захвачен шотландцами, а в марте следующего года отправился в Шотландию, чтобы освободить заложников. В том же месяце ему была предоставлена опека над поместьем Бентеле в графстве Йоркшир. Он присутствовал на большом совете, состоявшемся в Вестминстере в июне 1324 года, и был посвящен в рыцари в том же году. 14 апреля 1328 года он был назначен членом комиссии Oyer and terminer, а в 1330 и 1331 годах вновь представлял Йоркшир в парламенте.
Новый король Англии Эдуард III подтвердил пожалования, предоставленные Томасу Угтреду, и в 1331 году назначил его членом комиссии по заключению мира с Шотландией между рекой Уз и рекой Дервент, а также в Северном Райдинге Йоркшира. В 1332 году он приобрел дом и сад под названием Le Whitehalle в Берике, и в том же году он сопровождал Эдварда Баллиола в его вторжении в Шотландию. Экспедиция высадилась в Кингорне и 12 августа нанесла поражение графу Файфу в Дапплин-Муре. Томас Угтред очевидно присутствовал на коронации Эдуарда Баллиола в Сконе 24 сентября и заседал в шотландском парламенте в качестве барона Иннервика. 20 октября король Шотландии Эдуард Баллиол пожаловал ему поместье Бонкилл, которое было подтверждено Эдуардом III 19 июня 1334 года.
Летом 1334 года шотландцы восстали против Эдуарда Баллиола, который послал Томаса Угтреда к Эдуарду с просьбой о помощи. Однако Баллиол был изгнан из Шотландии, и во время отступления Томас Угтред удерживал мост в Роксбурге против шотландцев и обеспечил отступление Баллиола. В том же году он был произведен в рыцари-знаменосцы. В 1338 году король Англии Эдуард III потребовал от Эдуарда Баллиола доверить ему командование Пертом, которому угрожала осада со стороны Роберта Стюарта — к Угреду. Он принял командование 4 августа при условии, что ему будет предоставлен гарнизон численностью 220 человек в мирное время и восемьсот — в военное. Однако эти условия не были соблюдены, и в начале 1339 года Томас Угтред подал прошение английскому правительству об освобождении его от должности. Его уговаривали остаться до прибытия подкреплений, но они не были отправлены вовремя, и 16 августа 1339 года Томас Угтред был вынужден сдаться. Это привело к тому, что его мужество подверглось сомнению, и он пожаловался в парламент в Вестминстере. Его объяснения были признаны достаточными, и в апреле 1340 года грант Бонкилла был ему подтвержден.
В следующем году Томас Угтред был присоединен к экспедиции графа-изгнанника Роберта Артуа против Франции. Сен-Омер был взят в осаду, и 26 июля 1340 года французы напали на фламандцев и сняли бы осаду, если бы Угтред со своими лучниками не восстановил положение дел в тот день. 13 мая 1347 года он был вновь призван на службу против французов. 14 июня 1352 года он был назначен смотрителем морского побережья Йоркшира, а 16 апреля 1360 года он снова получил защиту при пересечении морей на королевской службе.
Говорят, что Томас Угтред получал повестки в парламент с 30 апреля 1344 года по 4 декабря 1364 года и поэтому считается пэром. Однако в 1357 году его называли « Томас Угтред, рыцарь, старший», а в 1360 году его называли просто «рыцарь»; никто из его потомков не был вызван в парламент, и было высказано предположение, что он представлял Йоркшир в Палате общин в 1344 и 1352 годах.

## Брак и проблема
До января 1328—1329 годов Томас Угтред женился на Маргарет Бердон, дочери Брайана Бердона из Кексби, Норт-Йоркшир, и его жене Изабелле, дочери сэра Джона де Мо из Готорпа, Йоркшир. У них родился единственный сын:
- Томас Угтред (до 24 ноября 1329 — 18 ноября 1401)[5], был дважды женат[8]:
  - Кэтрин Моули, умершая 25 ноября 1402 года, от которой у него родился сын[9][10] :
    - Уильям Угтред, умерший до 19 сентября 1398 года, женился и родил сына[9][10]:
      - Томас Угтред, родившийся до июля 1384 года, умер до 2 декабря 1411 года, женился на Маргарет, дочери сэра Джона Годдарда[10] .

  - Идонея Л’Энгли[8].

## Смерть и потомки
Сэр Томас Угтред умер до 28 мая 1365 года и был похоронен в Каттонской церкви. Ему наследовал его сын Томас Угтред, который к тому времени уже был посвящен в рыцари.
Сэр Томас Угтред владел обширными поместьями в Йоркшире. Он был констеблем замка Лохмабен в 1376—1377 годах и служил против французов в 1377 и 1379 годах. В 1383 году его имя появляется в свите графа Нортумберленда, тогдашнего губернатора Бервик-апон-твида. Он умер 18 ноября 1401 года, пережив своего сына и наследника Уильяма.
Уильям Угред женился на Кэтрин, дочери Питера, лорда Моули, и его первой жены Маргарет Клиффорд, и от неё у него родился сын Томас, который впоследствии стал наследником его деда. Ни он, ни кто-либо из его потомков никогда не были вызваны в парламент.
Энтони Угтред (? — 1534), более поздний член семьи, принимал видное участие во французских и шотландских войнах Генриха VIII Тюдора. В течение 1513—1314 годов он был маршалом Турне после его захвата французами, а с февраля 1515 по август 1532 года он был капитаном Бервика . Впоследствии он был назначен губернатором Джерси и занимал этот пост до своей смерти в 1534 году. Его вдова Элизабет Сеймур, дочь сэра Джона Сеймура и сестра Джейн Сеймур, третьей жены короля Генриха VIII, вышла замуж за Грегори Кромвеля, 1-го барона Кромвеля, старшего сына Томаса Кромвеля.